# Conte Brassey

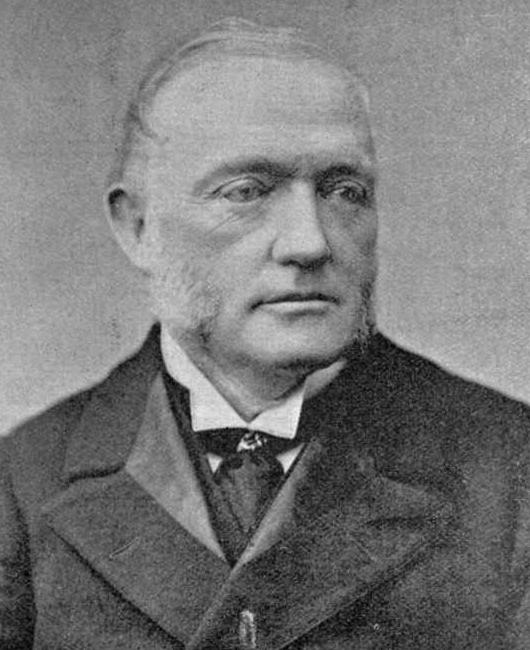
Thomas Brassey, I conte Brassey.

Conte Brassey è stato un titolo nobiliare nel pari del Regno Unito. È stato creato nel 1911 per il liberale politico ed ex Governatore di Victoria, Thomas Brassey, I barone Brassey. Era già stato creato barone Brassey, di Bulkeley, nella contea Palatina di Chester, nel 1886, ed è stato creato visconte Hythe, di Hythe, nella Contea di Kent. I titoli si estinsero con la morte di suo figlio, il secondo conte, nel 1919.
Henry Brassey, I barone Brassey era il nipote del primo conte.

## Conte Brassey (1911)
- Thomas Brassey, I conte Brassey (1836-1918)
- Thomas Brassey, II conte Brassey (1863-1919)